# Fryderyki 2006
Fryderyki 2006 – 13. edycja polskich nagród muzycznych Fryderyków, przyznawanych przez Akademię Fonograficzną (powołaną przez Związek Producentów Audio-Video), honorująca dokonania przemysłu muzycznego w roku 2006. Dwie ceremonie wręczenia nagród obyły się 17 kwietnia 2007 w Warszawie: w Bazylice Najświętszego Serca Jezusowego za kategorie muzyki poważnej i jazzowej oraz w Fabryce Trzciny za kategorie muzyki rozrywkowej. Gale poprowadzili Tomasz Kammel i Maciej Ulewicz, a ich retransmisja odbyła się w TVP1.
Nagrody konkursowe zostały przyznane w 28 kategoriach (18 w sekcji muzyki rozrywkowej, 2 w sekcji muzyki jazzowej i 8 w sekcji muzyki poważnej). Najwięcej nominacji (8) i nagród (4) otrzymała Ania Dąbrowska. Po 3 nagrody wygrali Andrzej Smolik i Polska Orkiestra Radiowa, zaś po 2 Anna Mikołajczyk-Niewiedział, Coma, Narodowa Orkiestra Symfoniczna Polskiego Radia w Katowicach i Zbigniew Namysłowski. Poza nagrodami konkursowymi zostały przyznane dwa Złote Fryderyki.

## Organizacja
W 2003 wręczenie Fryderyków po raz pierwszy nie odbyło się podczas telewizyjnej gali, ale podczas kameralnej uroczystości w Traffic Clubie w Warszawie. Podobnie zostały zorganizowane rozdania w dwóch kolejnych latach, zaś w 2006 impreza wręczenia nagród w ogóle się nie odbyła, a zwycięzcy zostali ogłoszeni w Internecie.
7 lutego 2007 Akademia Fonograficzna ogłosiła nominacje w 28 kategoriach do Fryderyków za rok 2006.
23 lutego 2007 Andrzej Puczyński i Jan Chojnacki, reprezentujący zarząd Związku Producentów Audio-Video, podpisali ze Stanisławem Trzcińskim, prezesem agencji STX Jamboree, umowę w sprawie wyłącznej organizacji i promocji Fryderyków w latach 2007–2010. Ponadto przedsiębiorstwo mogło rozporządzać prawami do transmisji telewizyjnej wręczenia nagród. 5 kwietnia 2007 agencja STX Jamboree ogłosiła szczegółowe informacje o wręczeniu Fryderyków za rok 2006. Odbyło się ono 17 kwietnia 2007 podczas dwóch odrębnych gali w Warszawie. Pierwsza z nich, obejmująca sekcje muzyki poważnej i jazzowej, odbyła się o godzinie 18 w Bazylice Najświętszego Serca Jezusowego w Warszawie, zaś druga, z kategoriami muzyki rozrywkowej, o 21 w założonej przez Trzcińskiego Fabryce Trzciny. Gale wyreżyserował Bolesław Pawica, zaś poprowadzili Tomasz Kammel i Maciej Ulewicz. Po zakończeniu ceremonii muzyki rozrywkowej odbyły się dodatkowe występy muzyczne. Sponsorem imprez był koncern PepsiCo.
Prawa do emisji transmisji telewizyjnej Fryderyków 2006 kupiła Telewizja Polska. Emisja obu ceremonii na żywo odbyła się w serwisie internetowym iTVP, gdzie materiały były później dostępne w formie wideo na życzenie. Ponad godzinna retransmisja imprez odbyła się 18 kwietnia 2007 o 22:40 w TVP1. Oglądalność wyniosła około 1,8 miliona widzów.

## Przebieg

### Występy
Występy na gali muzyki rozrywkowej:

- Ania Dąbrowska
- Andrzej Smolik
- Kasia Cerekwicka
- Grzegorz Turnau
- Irena Santor i Krzysztof Herdzin
- Reni Jusis
- Katarzyna Nosowska – „Era retuszera”[8]
- Maciej Maleńczuk

### Prezenterzy
Prezenterzy na gali muzyki rozrywkowej:

- Hanna Gronkiewicz-Waltz
- Gina Komasa
- Natalia Przybysz i Paulina Przybysz
- Krzysztof Kiljański
- Ewa Bem
- Kombii
- Anna Maria Jopek
- Krzysztof „K.A.S.A.” Kasowski
- Kasia Kowalska

## Laureaci i nominowani

### Sekcja muzyki rozrywkowej
| Piosenka roku | Nowa twarz fonografii |
| --- | --- |
| - „Trudno mi się przyznać” – Ania - „CYE” – Smolik - „Na kolana” – Kasia Cerekwicka - „Nie mam czasu na seks” – Maria Peszek - „Tylko mnie kochaj” – Goya | - Sofa - Ania Szarmach - Bisquit - Gosia Andrzejewicz - Grzegorz Halama - Plastic |
| Wokalista roku | Wokalistka roku |
| - Maciej Maleńczuk - Artur Rojek - Grzegorz Turnau - Mieczysław Szcześniak - Piotr Rogucki | - Ania Dąbrowska - Ania Szarmach - Kasia Cerekwicka - Katarzyna Nosowska - Maria Peszek - Reni Jusis |
| Grupa roku | Produkcja muzyczna roku |
| - Coma - Fisz i Emade - Myslovitz - Sofa - The Car Is on Fire | - „CYE” – Smolik - produkcja muzyczna i realizacja: Andrzej Smolik - „Can’t Cook (Who Cares?)” – The Car Is on Fire - produkcja muzyczna: Leszek Biolik - realizacja: Marcin Gajko - Kilka historii na ten sam temat – Ania - produkcja muzyczna i realizacja: Ania Dąbrowska i Bogdan Kondracki - „Na kolana” – Kasia Cerekwicka - produkcja muzyczna i realizacja: Piotr Siejka - realizacja: Krzysztof Pszona i Winicjusz Chróst - „Nie mam czasu na seks” – Maria Peszek - produkcja muzyczna: Wojciech Waglewski - realizacja: Piotr Chancewicz - „Trudno mi się przyznać” – Ania - produkcja muzyczna i realizacja: Ania Dąbrowska i Bogdan Kondracki |
| Kompozytor roku | Autor roku |
| - Andrzej Smolik - Ania Dąbrowska - Piotr Rubik - Piotr Siejka - Wojciech Waglewski | - Katarzyna Nosowska - Ania Dąbrowska - Zbigniew Książek - Andrzej Piaseczny - Wojciech Waglewski |
| Album roku pop | Album roku rock / metal |
| - Kilka historii na ten sam temat – Ania - 3 – Smolik - Feniks – Kasia Cerekwicka - Happiness Is Easy – Myslovitz - Obrazki – Wilki | - Zaprzepaszczone siły wielkiej armii świętych znaków – Coma - 2006 – Cool Kids of Death - B.E.T.H. – B.E.T.H - I Hate Rock’n’Roll – T.Love - Impressions in Blood – Vader |
| Album roku hip-hop / R&B | Album roku muzyka alternatywna |
| - Piątek 13 – Fisz i Emade - 7 – O.S.T.R. - Emisja spalin – Abradab | - Lake & Flames – The Car Is on Fire - 21 – Voo Voo - In – Agressiva 69 - Penny Lane – Penny Lane - Unikat – Renata Przemyk |
| Album roku muzyka klubowa | Album roku etno / folk |
| - Magnes – Reni Jusis - Plastic – Plastic - Tricks of Life – Novika | - Session – Natural Irish & Jazz – Carrantuohill, gościnnie: Urszula Dudziak, Wojciech Karolak, Tomasz Szukalski, Bernard Maseli, Krzysztof Ścierański, Marek Raduli i Robert Czech - Indialucia – Michał Czachowski - Motion Rootz Experimental 2006 – Village Kollektiv - Nina Stiller – Nina Stiller - Polski Blues Standards – Jaromi |
| Album roku piosenka poetycka | Wydawnictwo specjalne – najlepsza oprawa graficzna |
| - Historia pewnej podróży – Grzegorz Turnau - Cantigas de Santa Maria – Maciej Maleńczuk i Consort - Herbaciane nonsensy – Ewa Bem, Anna Czuba, Andrzej Dąbrowski, Seweryn Krajewski, Grażyna Łobaszewska, Monika Dryl, Anna Serafińska, Grzegorz Turnau i Włodzimierz Nahorny - Psałterz wrześniowy – Piotr Rubik, Zbigniew Książek, Joanna Słowińska, Dorota Jarema, Małgorzata Markiewicz, Janusz Radek, Przemysław Branny, Maciej Miecznikowski, Igor Michalski, Chór Instytutu Edukacji Muzycznej Akademii Świętokrzyskiej, Chór Kameralny Fermata i Orkiestra Symfoniczna Filharmonii Świętokrzyskiej - Słonecznik – Wolna Grupa Bukowina | - 3 – Smolik (projekt graficzny: Anna Głuszko i Piotr Karpiński) - All the Stories – Anita Lipnicka i John Porter (projekt graficzny: Krzysztof Ostrowski) - Cantigas de Santa Maria – Maciej Maleńczuk i Consort (projekt graficzny: Eva Maleńczuk i Szymon Seweryn) - Magnes – Special Edition – Reni Jusis (projekt graficzny: Pink Pong Records) - Suplement – Jacek Kaczmarski (projekt graficzny: Paweł Wroniszewski – Megafon) |
| Videoklip roku | Najlepszy album zagraniczny |
| - „Trudno mi się przyznać” – Ania (reżyseria: Kama Czudowska i Miguel Nieto) - „CYE” – Smolik (reżyseria: Krzysztof Ostrowski) - „Can’t Cook (Who Cares?)” – The Car Is on Fire (reżyseria: Grzegorz Nowiński) - „Moherowe berety” – Big Cyc (reżyseria: Sabin Kluszczyński) - „Nie mam czasu na seks” – Maria Peszek (reżyseria: Tomasz Nalewajek) | - Stadium Arcadium – Red Hot Chili Peppers - 10,000 Days – Tool - Love – The Beatles - Loose – Nelly Furtado - FutureSex/LoveSounds – Justin Timberlake |

### Sekcja muzyki jazzowej
| Jazzowy album roku | Jazzowy muzyk roku                                                                         |
| --- | ------------------------------------------------------------------------------------------ |
| - Assymetry – Zbigniew Namysłowski Quintet - Anhelli – Włodek Pawlik Trio - Another One For… – Maciej Sikała - Autumn Suite – Jarosław Śmietana i Chamber Orchestra of Galicia - Lontano – Tomasz Stańko | - Zbigniew Namysłowski - Włodek Pawlik - Maciej Sikała - Tomasz Stańko - Jarosław Śmietana |

### Sekcja muzyki poważnej
| Najwybitniejsze nagranie muzyki polskiej |
| --- |
| - Baird, Łukaszewski, Błażewicz, Borkowski - soliści: Marta Klimasara, Anna Mikołajczyk-Niewiedział - orkiestra/zespół: Polska Orkiestra Radiowa, Chór Akademicki Uniwersytetu Warszawskiego, Chór Katedry Warszawsko-Praskiej Musica Sacra - dyrygent/kierownik artystyczny: Piotr Borkowski - Aukso gra utwory Kilara - orkiestra/zespół: Orkiestra Aukso - dyrygent/kierownik artystyczny: Marek Moś - Henryk Mikołaj Górecki: III Symfonia „Symfonia pieśni żałosnych”. Dzieła Narodowe w nagraniu NOSPR - soliści: Zofia Kilanowicz – sopran - orkiestra/zespół: Narodowa Orkiestra Symfoniczna Polskiego Radia w Katowicach - dyrygent/kierownik artystyczny: Henryk Mikołaj Górecki - Polska muzyka kameralna - orkiestra/zespół: Royal String Quartet - Works for Piano - soliści: Maciej Grzybowski - Władysław Żeleński – Pieśni - soliści: Jadwiga Rappé – alt, Mariusz Rutkowski – fortepian |
| Album roku muzyka dawna |
| - Jasnogórska muzyka dawna. Musica Claromontana vol. 13 - soliści: Anna Mikołajczyk – sopran, Piotr Olech – alt, Krzysztof Szmyt – tenor, Mirosław Borczyński – bas - orkiestra/zespół: Zespół Wokalny Sine Nomine, Concerto Polacco - dyrygent/kierownik artystyczny: Marek Toporowski – dyrygent, Piotr Zawistowski – przygotowanie - Musica Divina (Muzyka z XV w. Rękopisu Krasińskich) - orkiestra/zespół: Ars Cantus - dyrygent/kierownik artystyczny: Tomasz Dobrzański - Muzyka polskiego średniowiecza - soliści: Wojciech Siemion – melorecytacja, Anna Mikołajczyk-Niewiedział – sopran, Anna Krawczuk – sopran, Piotr Olech – kontratenor, Mirosław Borczyński – baryton - orkiestra/zespół: Ars Nova, Subtilior Ensemble - dyrygent/kierownik artystyczny: Jacek Urbaniak, Piotr Zawistowski |
| Album roku muzyka kameralna |
| - Astor Piazzolla: Piazzoforte, Kevin Kenner - orkiestra/zespół: Piazzoforte (Kevin Kenner – fortepian, Paweł Wajrak – skrzypce, Maciej Lulek – skrzypce, Ryszard Sneka – altówka, Konrad Górka – wiolonczela, Grzegorz Frankowski – kontrabas) - dyrygent/kierownik artystyczny: Grzegorz Frankowski - Henryk Wieniawski; Józef Wieniawski: Violin And Piano Works - soliści: Patrycja Piekutowska – skrzypce, Edward Wolanin – fortepian - Juliusz Zarębski & Grażyna Bacewicz - orkiestra/zespół: Kwintet Warszawski (Konstanty Andrzej Kulka – I skrzypce, Krzysztof Bąkowski – II skrzypce, Stefan Kamasa – altówka, Rafał Kwiatkowski – wiolonczela, Krzysztof Jabłoński – fortepian) - Polska muzyka kameralna - orkiestra/zespół: Royal String Quartet - The Best of Zarębski (Kwintet fortepianowy op.34, „Róże i ciernie” op.13, „Grande Polonaise” op.6) - soliści: Wojciech Świtała – fortepian - orkiestra/zespół: Royal String Quartet |
| Album roku muzyka solowa |
| - XIII Międzynarodowy Konkurs Skrzypcowy im. Henryka Wieniawskiego – Kronika Konkursu Vol. 12 - soliści: Agata Szymczewska – skrzypce, Marcin Sikorski – fortepian - XIII Międzynarodowy Konkurs Skrzypcowy im. Henryka Wieniawskiego – Kronika Konkursu Vol. 7 - soliści: Anna Maria Staśkiewicz - Wielkie Organy Archikatedry w Gdańsku Oliwie - soliści: Roman Perucki, Hanna Dys, Gedymin Grubba, Stanisław Kwiatkowski, Błażej Musiałczyk, Katarzyna Olszewska |
| Album roku muzyka wokalna |
| - Władysław Żeleński – Pieśni - soliści: Jadwiga Rappé – alt, Mariusz Rutkowski – fortepian - Ave Maria w Bazylice Mariackiej w Krakowie - soliści: Elżbieta Towarnicka – sopran, Jacek Ozimkowski – baryton, Marek Stefański – organy - Magnificate et Glorificate Dominum - orkiestra/zespół: Dziewczęcy Chór Katedralny Puellae Orantes - dyrygent/kierownik artystyczny: ks. Władysław Pachota - Polish Songs - soliści: Paweł Skałuba – tenor, Waldemar Malicki – fortepian |
| Album roku muzyka orkiestrowa |
| - Połoński, Dominik – wiolonczela - soliści: Dominik Połoński – wiolonczela - orkiestra/zespół: Polska Orkiestra Radiowa - dyrygent/kierownik artystyczny: Łukasz Borowicz - Karłowicz – Pieśni i utwory kameralne - soliści: Dorota Lachowicz – mezzosopran - orkiestra/zespół: Concerto Avenna - dyrygent/kierownik artystyczny: Andrzej Mysiński - Moryto, Shostakovich - soliści: Tomasz Strahl – wiolonczela, Roman Lasocki – skrzypce - orkiestra/zespół: Śląska Orkiestra Kameralna, Orkiestra Filharmonii Śląskiej - dyrygent/kierownik artystyczny: Mirosław Jacek Błaszczyk - Mozart – koncerty na 1, 2 i 3 fortepiany - soliści: Stanisław Drzewiecki, Tatiana Szebanowa, Jarosław Drzewiecki - orkiestra/zespół: Sinfonia Varsovia - dyrygent/kierownik artystyczny: Michael Zilm - Mozart – Piano Concertos No. 17 & 20 – Piotr Anderszewski - soliści: Piotr Anderszewski - orkiestra/zespół: Scottish Chamber Orchestra - dyrygent/kierownik artystyczny: Piotr Anderszewski |
| Album roku muzyka współczesna |
| - Henryk Mikołaj Górecki: III Symfonia „Symfonia pieśni żałosnych”. Dzieła Narodowe w nagraniu NOSPR - soliści: Zofia Kilanowicz – sopran - orkiestra/zespół: Narodowa Orkiestra Symfoniczna Polskiego Radia w Katowicach - dyrygent/kierownik artystyczny: Henryk Mikołaj Górecki - Aukso gra utwory Kilara - orkiestra/zespół: Orkiestra Aukso - dyrygent/kierownik artystyczny: Marek Moś - Baird, Łukaszewski, Błażewicz, Borkowski - soliści: Marta Klimasara, Anna Mikołajczyk-Niewiedział - orkiestra/zespół: Polska Orkiestra Radiowa, Chór Akademicki Uniwersytetu Warszawskiego, Chór Katedry Warszawsko-Praskiej Musica Sacra - dyrygent/kierownik artystyczny: Piotr Borkowski - Wojciech Kilar: Missa pro pace. Dzieła Narodowe w nagraniu NOSPR - soliści: Izabela Kłosińska, Anna Lubańska, Piotr Kusiewicz, Romuald Tesarowicz - orkiestra/zespół: Narodowa Orkiestra Symfoniczna Polskiego Radia w Katowicach, Chór Polskiego Radia - dyrygent/kierownik artystyczny: Kazimierz Kord - Wojciech Łukaszewski – Nazywam ciebie morze - soliści: Janusz Borowicz, Tomasz Stockinger - orkiestra/zespół: Polski Chór Kameralny Schola Cantorum Gedanensis, Orkiestra Symfoniczna Filharmonii Częstochowskiej - dyrygent/kierownik artystyczny: Jan Łukaszewski, Tomasz Bugaj |
| Album roku nagrania archiwalne |
| - Henryk Czyż w serii „Dyrygenci polscy” - soliści: Daniił Szafran – wiolonczela - orkiestra/zespół: Narodowa Orkiestra Symfoniczna Polskiego Radia w Katowicach, Orkiestra Symfoniczna Polskiego Radia i Telewizji w Krakowie, Polska Orkiestra Radiowa - dyrygent/kierownik artystyczny: Henryk Czyż - Krystyna Szostek-Radkowa - soliści: Krystyna Szostek-Radkowa – mezzosopran - orkiestra/zespół: różne - dyrygent/kierownik artystyczny: różni - Teresa Żylis-Gara – Arie operowe - soliści: Teresa Żylis-Gara - orkiestra/zespół: różne - dyrygent/kierownik artystyczny: różni |

### Złote Fryderyki
Laureaci Złotych Fryderyków:
- Irena Santor (muzyka rozrywkowa)

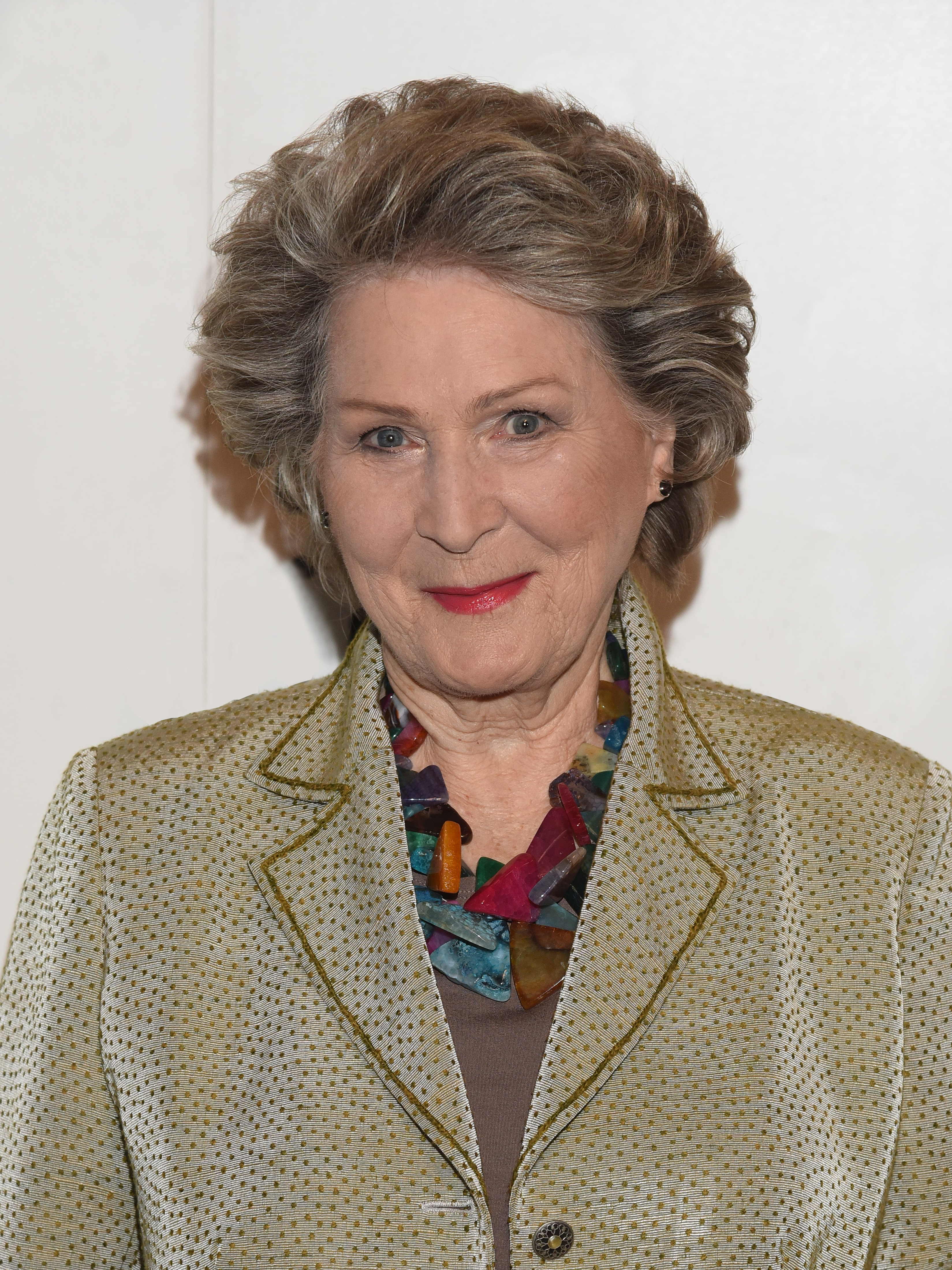
Irena Santor, laureatka Złotego Fryderyka

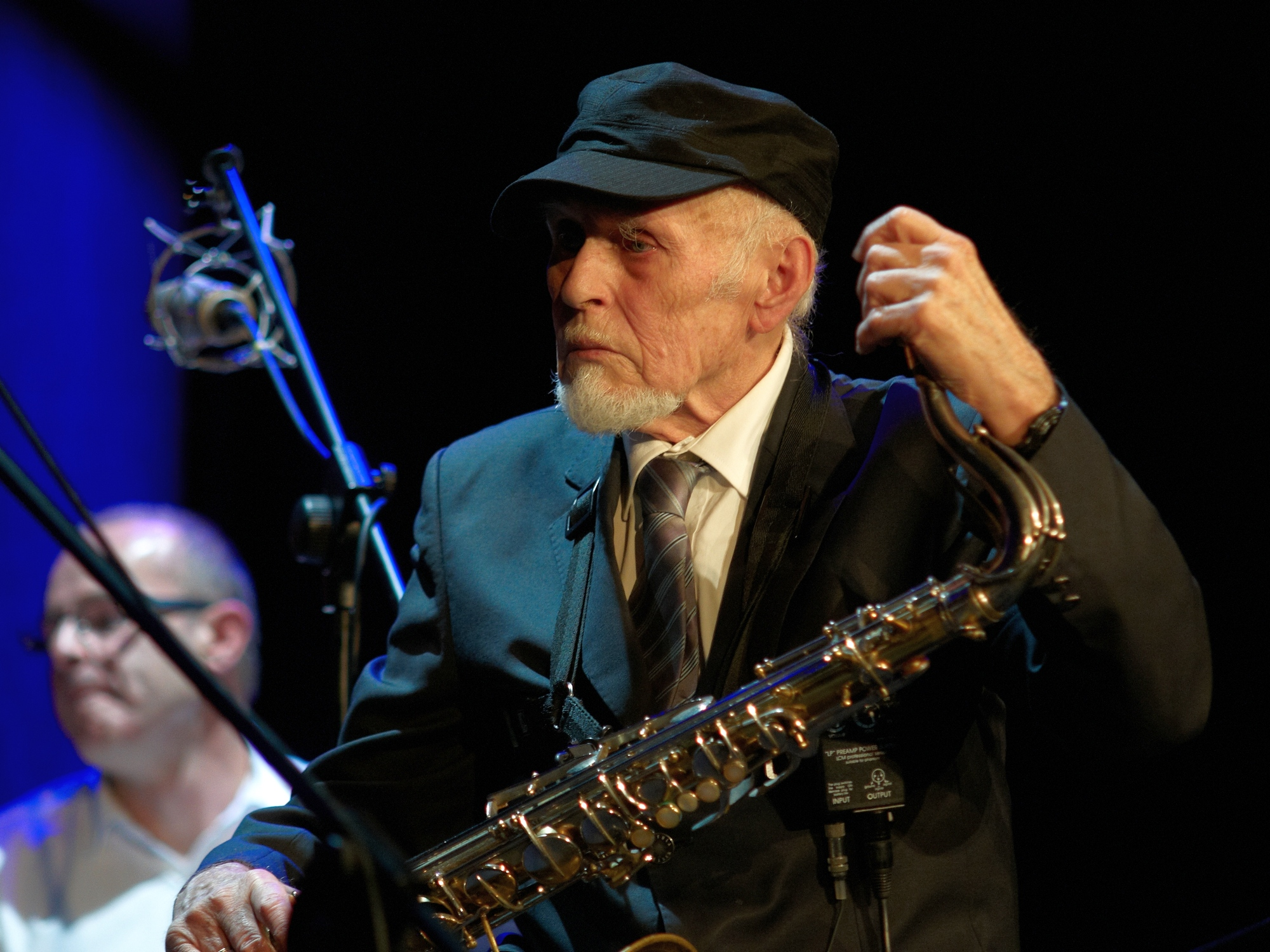
Jan Ptaszyn Wróblewski, laureatka Złotego Fryderyka

- Jan Ptaszyn Wróblewski (muzyka jazzowa)

## Statystyki
| Liczba | Osoba/zespół |
| ------ | --- |
| 4      | Ania Dąbrowska                                                                                                  |
| 3      | Andrzej SmolikPolska Orkiestra Radiowa                                                                          |
| 2      | Anna Mikołajczyk-NiewiedziałComaNarodowa Orkiestra Symfoniczna Polskiego Radia w KatowicachZbigniew Namysłowski |

| Liczba | Osoba/zespół |
| ------ | --- |
| 8      | Ania Dąbrowska |
| 6      | Andrzej Smolik |
| 4      | Anna Mikołajczyk-NiewiedziałKasia CerekwickaMaria PeszekNarodowa Orkiestra Symfoniczna Polskiego Radia w KatowicachPolska Orkiestra RadiowaThe Car Is on FireWojciech Waglewski |
| 3      | Artur RojekGrzegorz TurnauKrzysztof OstrowskiMaciej MaleńczukPiotr RoguckiReni JusisRoyal String QuartetWojciech Kuderski                                                       |